# 方骨

無孔類動物皮膜骨解剖圖，方骨標注為q

方骨（英語：quadrate bone）是大多數四足動物（包括兩棲動物，蜥形類動物（爬行動物，鳥類）和早期合弓綱動物）的頭部骨骼。在大多數四足動物中，方骨連接到頭骨中的方軛骨和鱗狀骨，並形成頜關節的上部。 下頜與關節骨連接。方骨在除哺乳動物外的所有動物類別中均組成下頜關節。
從進化上講，它源自原始的軟骨化上頜的最後部分。
在某些爬行動物中，方骨形態的變化和穩定性為古生物學家在生物分類方面提供了標準，這些標準在鑑別滄龍類的鱗狀上皮 和棘龍科恐龍時提供了幫助。
在某些蜥蜴和恐龍中，方骨的兩端均與其他骨骼連接且可移動。如蛇的方骨變得細長且非常靈活，極大地增強了其吞噬大型獵物的能力。